# SIMBAD
SIMBAD (the Set of Identifications, Measurements, and Bibliography for Astronomical Data) és una base de dades astronòmica d'objectes situats fora del sistema solar. En té cura el Centre de Dades astronòmiques d'Estrasburg (CDS), França.
SIMBAD fou creada per combinar el Catàleg d'Identificacions Estel·lars (Catalog of Stellar Identifications, CSI) amb l'Índex Bibliogràfic d'estrelles (Bibliographic Star Index) existent a Meudon, centre informàtic creat el 1979, expandit posteriorment amb fonts addicionals d'altres catàlegs i bibliografia científica. La primera versió interactiva, coneguda com a versió 2, va estar disponible el 1981. La versió 3, desenvolupada en llenguatge C i carregada en aparells UNIX a l'observatori de Strasbourg, va ser presentada el 1990. La caiguda del 2006 suposà el llançament de la versió 4 de la base de dades, actualment guardada en PostgresQL, i amb el programari de suport, escrit actualment completament en Java.
El 14 de juny de 2007, SIMBAD conté informació de 3.824.195 objectes amb 11.200.785 noms, i 209.451 referències bibliogràfiques i 5.455.841 citacions bibliogràfiques.
L'asteroide (4692) SIMBAD (1983 VM₇ rebé el seu nom.